# My Own Grave
A My Own Grave (jelentése: "a saját sírom") egy svéd death metal zenekar, amely 2001-ben alakult meg Sundsvall-ban. Korábban thrash metalt is játszottak. Lemezkiadóik: Pulverised Records. Szövegeik témái: sötétség, halál.

## Tagok
- Max Bergman - basszusgitár, vokál
- John Henriksson - dobok
- Anders Haren - gitár, vokál
- Mikael Aronsson - ének
- Lars Westberg - gitár (2010-)

## Diszkográfia
- New Path / Same Path (demó, 2001)
- Dissection of a Mind (demó, 2002)
- Blood and Ashes (demó, 2003)
- Progression Through Deterioration (demó, 2004)
- Unleash (stúdióalbum, 2006)
- Unholy (EP, 2007)
- Necrology (stúdióalbum, 2009)